# Fugazzeta

Fugazzeta

Fugazzeta – odmiana argentyńskiej pizzy pochodzącej z Buenos Aires. W klasycznej postaci składa się z dwóch placków ciasta, pomiędzy którymi znajdują się co najmniej 3 centymetry argentyńskiej mozzarelli. Na wierzchu kładzie się cebulę. Popularna jest również wersja z nadzieniem z mozzarelli i szynki. Fugazzeta wywodzi się z połączenia neapolitańskiej pizzy (ciasto i ser), z focaccią (ciasto z cebulą). Została wynaleziona przez argentyńskiego producenta pizzy, syna genueńczyka, Juana Banchero pod koniec XIX wieku.